# 朝倉彫塑館
朝倉彫塑館（あさくらちょうそかん）は、東京都台東区谷中七丁目にある、彫刻・彫塑家朝倉文夫のアトリエ兼住居を改装した美術館である。朝倉は1907年（明治40年）に谷中にアトリエを兼ねた家を構え、敷地拡張や増改築を重ね、1935年（昭和10年）に完成した建物を使っている。1986年（昭和61年）に台東区に移管され、区立朝倉彫塑館となった。現在は公益財団法人台東区芸術文化財団が運営・管理を行っている。

## 館内
鉄筋コンクリート造で地上3階・地下2階のアトリエ棟と、地上2階建の住居棟からなり、延べ床面積は約1085平方メートル。住居棟は丸太と竹をモチーフにした数寄屋造で、その和洋折衷の特異な建築は朝倉文夫本人が自ら設計し、その意向が強く生かされている。朝倉による増改築や建て替えは少なくとも8回に及び、随筆『我家吾家物譚（がやがやものがたり）』で、家を自ら設計する楽しみを語っている。『我家吾家物譚』は、写真集と合本で彫塑館で刊行・販売されている。アトリエは、弟子を教育する朝倉彫塑塾としても使われており、作品用のエレベーターが残されている。
展示室は彫塑作品を展示する旧アトリエ部分を中心にして、遺品や蔵書を納めた書斎、コレクション品などを収めた応接室等があり、他にも掛軸、陶磁器など朝倉文夫のコレクションを展示している。
また東洋ランの温室であったサンルームは「猫の間」とよばれ、朝倉の愛した猫をモチーフにした作品が一堂に会している。

## 庭園
「五典の池」を中心とした日本庭園の中庭と、大きなオリーブの樹が印象的な屋上菜園である。
池は谷中の湧水を利用しており、四季折々必ず白い花をつける木が植えられ、儒教の五常「仁・義・礼・智・心」を造形化した5つの巨石が配されたユニークな造園様式である。
また日本で最初の屋上緑化ともいえるその菜園は、自然に触れることを芸術の基本と考えていた朝倉文夫の理念そのものである。当時は大根やトマト、東洋ラン等が育てられていた。現在は花壇となっている。

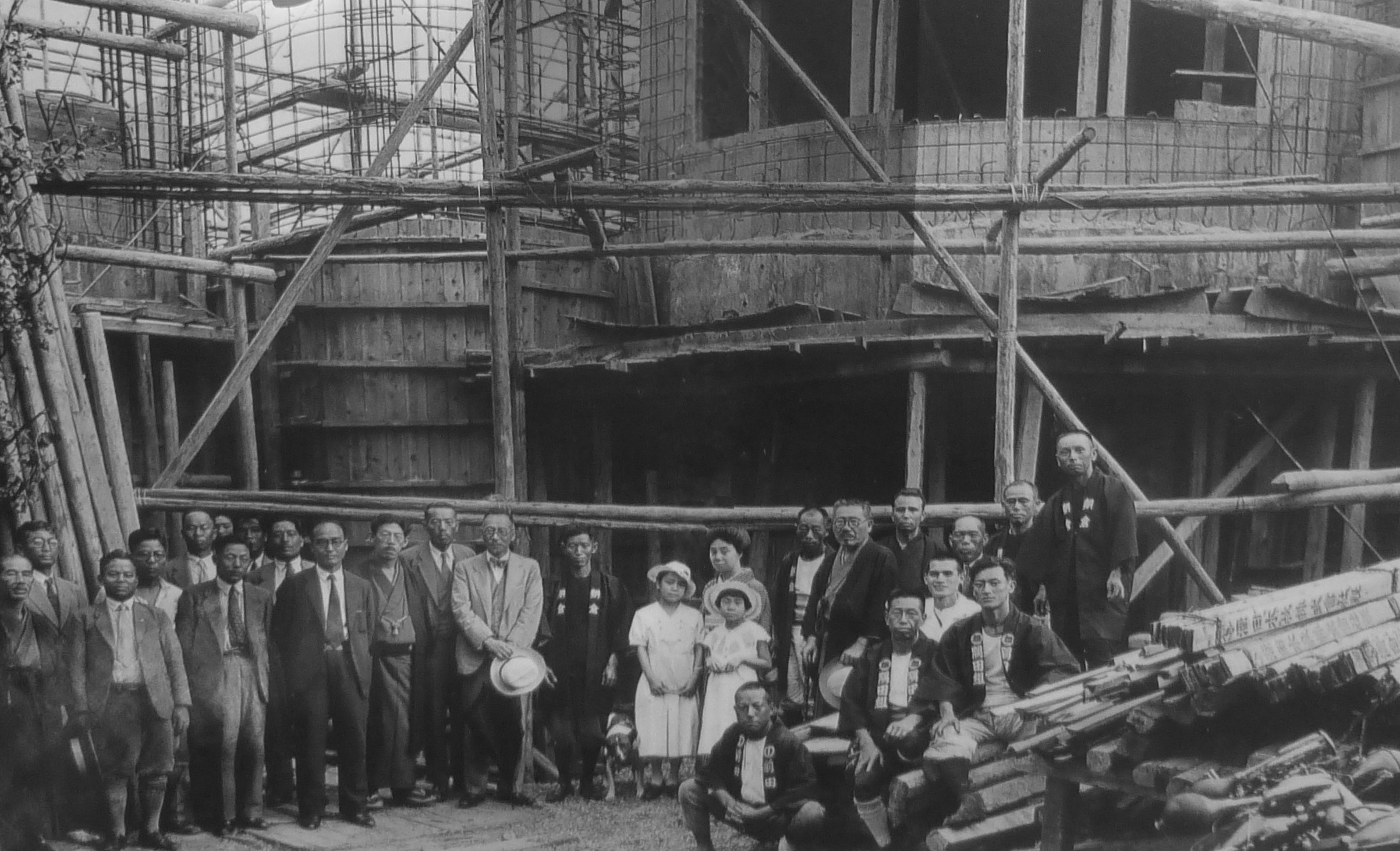
1928年

## 文化財

### 名勝（国指定）
- 旧朝倉文夫氏庭園：中庭と屋上庭園を対象に2008年指定。

### 重要文化財
- 墓守 朝倉文夫作 石膏原型

### 登録有形文化財
- 台東区立朝倉彫塑館アトリエ棟
- 台東区立朝倉彫塑館旧アトリエ
- 台東区立朝倉彫塑館住居
- 台東区立朝倉彫塑館東屋

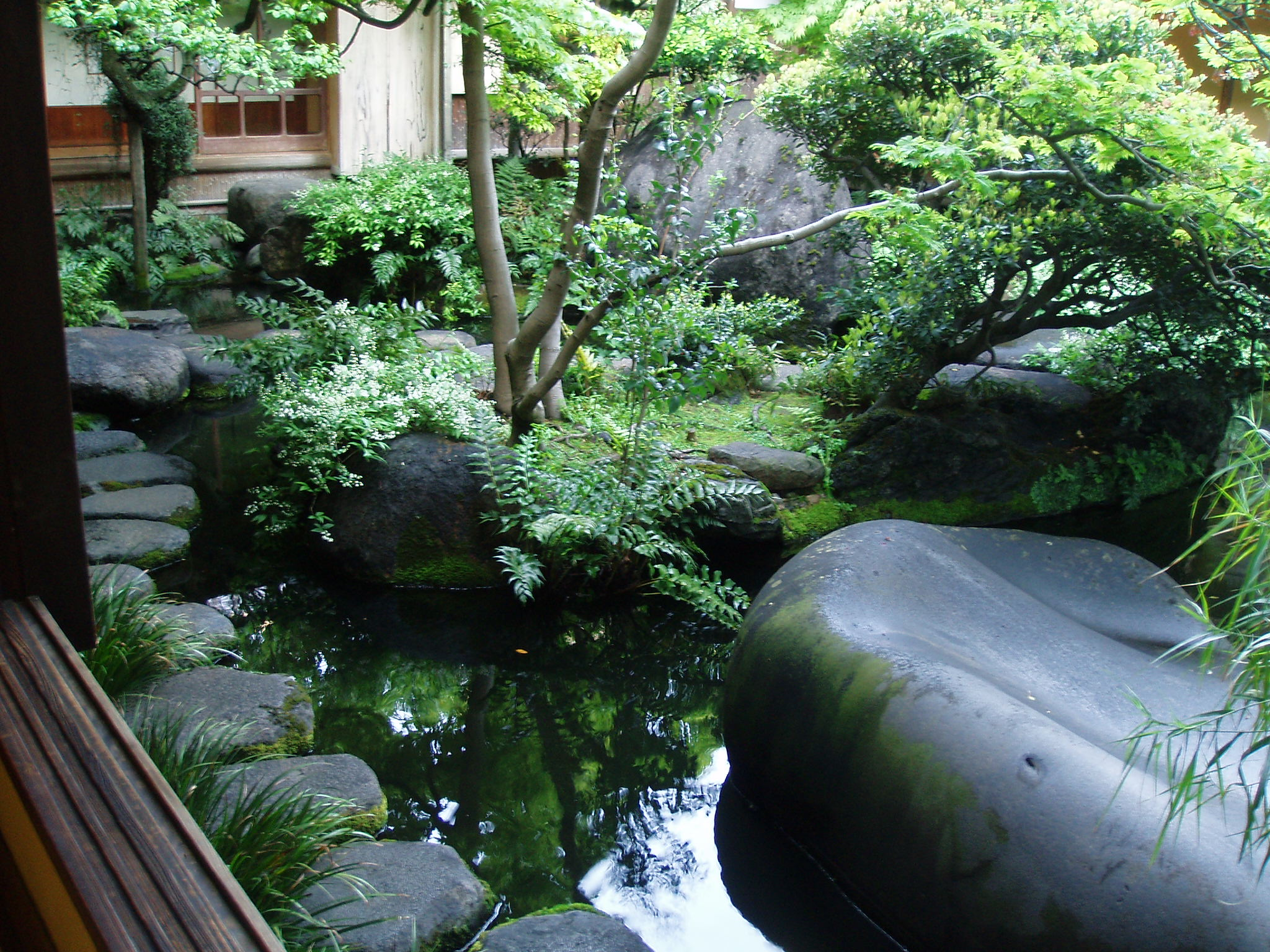
中庭
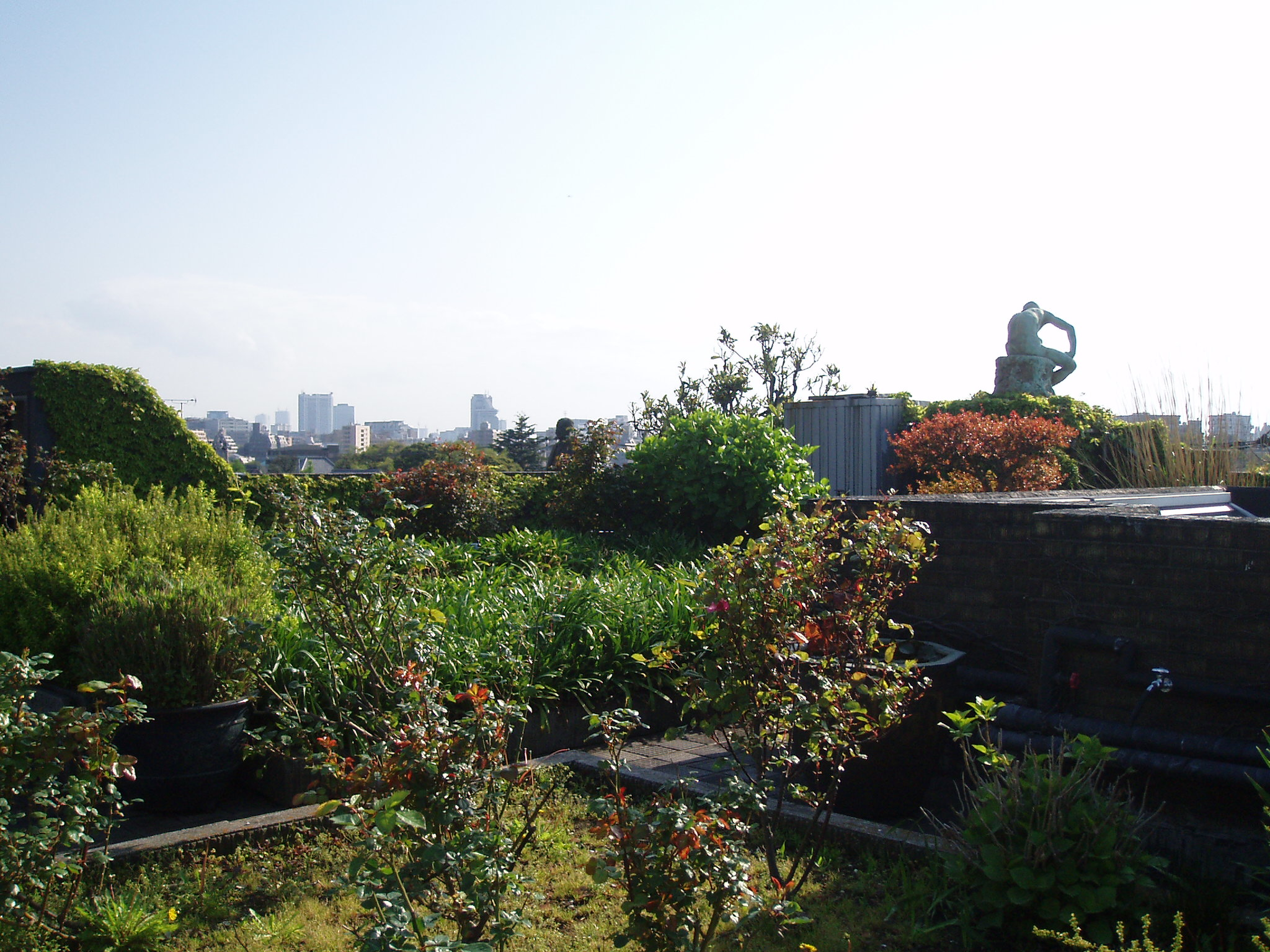
屋上庭園

## 沿革
- 1907年（明治40年）：東京美術学校（現在の東京藝術大学）を卒業した朝倉文夫が現在地に居を構える。
- 1910年（大正2年）：この頃より7回にわたって増改築を繰り返した。旧宅は、この際に作られた旧アトリエのみ現存。
- 1928年（昭和3年）：現在の朝倉彫塑館の建物の建築を開始、7年の歳月をかける。
- 1935年（昭和10年）：完成。住居兼アトリエ、あわせて朝倉彫塑塾の教場としても利用を開始。
- 1967年（昭和42年）：朝倉文夫死去後、3年を経て「朝倉彫塑館」として一般公開。
- 1986年（昭和61年）：台東区に移管され、区立の博物館となる。
- 2000年（平成12年）：平成12年度台東区まちかど景観賞を受賞。
- 2001年（平成13年） 10月12日：朝倉彫塑館の建物4棟が国の登録有形文化財に登録。

## 施設
- 開館時間：9:30 - 16:30
- 休館日：毎週月・木曜日（祝日の場合は翌日）、年末年始・特別整理期間等
- 入館は有料
- 交通：JR日暮里駅 北口徒歩5分

観覧情報の詳細は公式サイトを確認のこと